# Paris-Roubaix 1988
La 86e édition de la course cycliste Paris-Roubaix a eu lieu le 10 avril 1988 et a été remportée par le Belge Dirk Demol. L'épreuve comptait 266 kilomètres.

## Classement
| #  | Coureur             | Équipe                 |    | Temps           |
| -- | ------------------- | ---------------------- | -- | --------------- |
| 1  | Dirk Demol          | ADR-Mini Flat-Ioc      | en | 6 h 34 min 18 s |
| 2  | Thomas Wegmüller    | KAS-Canal 10           | +  | 2 s             |
| 3  | Laurent Fignon      | Système U              |    | 1 min 55 s      |
| 4  | Stephan Joho        | Ariostea-Gres          |    | 1 min 55 s      |
| 5  | Marc Sergeant       | Hitachi                |    | 1 min 55 s      |
| 6  | Corné van Rijmen    | Panasonic-Isostar      |    | 2 min 03 s      |
| 7  | Gérard Veldscholten | Weinmann-La Suisse     |    | 2 min 03 s      |
| 8  | Steve Bauer         | Weinmann-La Suisse     |    | 2 min 34 s      |
| 9  | Herman Frison       | Roland-Colnago-Citroen |    | 2 min 46 s      |
| 10 | Johan Lammerts      | Toshiba                |    | 2 min 46 s      |